# Кубок ярмарків
18 квітня 1955 року в містечку Райнфельден поблизу Базеля було організовано футбольний турнір, у якому брали участь збірні команди з міст Європи, де регулярно проводилися міжнародні ярмарки. В перших сезонах діяв принцип «одне місто — одна команда». Після 1968 року до участі стали запрошувати команди, які зайняли призові місця в своїх чемпіонатах. В 1971 році він був змінений Кубком УЄФА. Хоч Кубок ярмарків беззаперечно є попередником Кубка УЄФА, але УЄФА не розглядає його як офіційний турнір.

## Суперфінал
На завершення Кубка ярмарків УЄФА розіграла цей приз між його останнім володарем («Лідс Юнайтед») і триразовим володарем («Барселона»). «Барселона» перемогла і здобула право вічного володіння Кубком.
| Дата                 | Господарі   | Рахунок | Гості          | Стадіон             | Глядачів |
| -------------------- | ----------- | ------- | -------------- | ------------------- | -------- |
| 22 вересня 1971 року | «Барселона» | 2 — 1   | «Лідс Юнайтед» | Камп Ноу, Барселона | 45 000   |

## Фінали
| Сезон   | Господарі | Рахунок    | Гості             | Стадіон                             |
| ------- | --- | ---------- | ----------------- | ----------------------------------- |
| 1970/71 | «Ювентус» | 2 — 2      | «Лідс Юнайтед»    | Стадіо Комунале, Турин              |
| 1970/71 | «Лідс Юнайтед»                                                                                               | 1 — 1      | «Ювентус»         | Елланд Роуд, Лідс                   |
| 1970/71 | За сумою двох матчів нічия (3-3), «Лідс Юнайтед» переміг за рахунок більшої кількості м'ячів на чужому полі. |            |                   |                                     |
| 1969/70 | «Андерлехт»                                                                                                  | 3 — 1      | «Арсенал»         | Констант Ванден Сток, Брюссель      |
| 1969/70 | «Арсенал» | 3 — 0      | «Андерлехт»       | Гайбері, Лондон                     |
| 1969/70 | Арсенал (Лондон) переміг за сумою двох матчів (4-3).                                                         |            |                   |                                     |
| 1968/69 | «Ньюкасл Юнайтед»                                                                                            | 3 — 0      | «Уйпешт»          | Сент-Джеймс Парк, Ньюкасл-апон-Тайн |
| 1968/69 | «Уйпешт» | 2 — 3      | «Ньюкасл Юнайтед» | Медьєрі уті Штадіон, Будапешт       |
| 1968/69 | «Ньюкасл Юнайтед» переміг за сумою двох матчів (6-2).                                                        |            |                   |                                     |
| 1967/68 | «Лідс Юнайтед»                                                                                               | 1 — 0      | «Ференцварош»     | Елланд Роуд, Лідс                   |
| 1967/68 | «Ференцварош»                                                                                                | 0 — 0      | «Лідс Юнайтед»    | Непстадіон, Будапешт                |
| 1967/68 | «Лідс Юнайтед» переміг за сумою двох матчів (1-0).                                                           |            |                   |                                     |
| 1966/67 | «Динамо» (Загреб)                                                                                            | 2 — 0      | «Лідс Юнайтед»    | Максимир, Загреб                    |
| 1966/67 | «Лідс Юнайтед»                                                                                               | 0 — 0      | «Динамо» (Загреб) | Елланд Роуд, Лідс                   |
| 1966/67 | «Динамо» (Загреб) перемогло за сумою двох матчів (2-0).                                                      |            |                   |                                     |
| 1965/66 | «Барселона»                                                                                                  | 0 — 1      | «Реал» (Сарагоса) | Камп Ноу, Барселона                 |
| 1965/66 | «Реал» (Сарагоса)                                                                                            | 2 — 4 д.ч. | «Барселона»       | Ла Ромареда, Сарагоса               |
| 1965/66 | «Барселона» перемогла за сумою двох матчів (4-3).                                                            |            |                   |                                     |
| 1964/65 | «Ювентус» (Турин)                                                                                            | 0 — 1      | «Ференцварош»     | Стадіо Комунале, Турин              |
| 1964/65 | Фінал складався з одного матчу                                                                               |            |                   | Стадіо Комунале, Турин              |
| 1963/64 | «Реал» (Сарагоса)                                                                                            | 2 — 1      | «Валенсія»        | Камп Ноу, Барселона                 |
| 1963/64 | Фінал складався з одного матчу                                                                               |            |                   | Камп Ноу, Барселона                 |
| 1962/63 | «Динамо» (Загреб)                                                                                            | 1 — 2      | «Валенсія»        | Максимир, Загреб                    |
| 1962/63 | «Валенсія»                                                                                                   | 2 — 0      | «Динамо» (Загреб) | Месталья, Валенсія                  |
| 1962/63 | «Валенсія» перемогла за сумою двох матчів (4-1).                                                             |            |                   |                                     |
| 1961/62 | «Валенсія»                                                                                                   | 6 — 2      | «Барселона»       | Месталья, Валенсія                  |
| 1961/62 | «Барселона»                                                                                                  | 1 — 1      | «Валенсія»        | Камп Ноу, Барселона                 |
| 1961/62 | «Валенсія» перемогла за сумою двох матчів (7-3).                                                             |            |                   |                                     |
| 1960/61 | «Бірмінгем Сіті»                                                                                             | 2 — 2      | «Рома»            | Сент-Ендрюс, Бірмінгем              |
| 1960/61 | «Рома» | 2 — 0      | «Бірмінгем Сіті»  | Олімпійський стадіон, Рим           |
| 1960/61 | «Рома» перемогла за сумою двох матчів (4-2).                                                                 |            |                   |                                     |
| 1958/60 | «Бірмінгем Сіті»                                                                                             | 0 — 0      | Барселона         | Сент-Ендрюс, Бірмінгем              |
| 1958/60 | Барселона | 4 — 1      | «Бірмінгем Сіті»  | Камп Ноу, Барселона                 |
| 1958/60 | «Барселона» перемогла за сумою двох матчів (4-1).                                                            |            |                   |                                     |
| 1955/58 | Збірна Лондона                                                                                               | 2 — 2      | «Барселона»       | Стемфорд Брідж, Лондон              |
| 1955/58 | «Барселона»                                                                                                  | 6 — 0      | Збірна Лондона    | Камп Ноу, Барселона                 |
| 1955/58 | «Барселона» перемогла за сумою двох матчів (8-2).                                                            |            |                   |                                     |

### Переможці за клубом
| Клуб          | Переможець | Фіналіст | Роки перемоги    | Роки фіналу |
| ------------- | ---------- | -------- | ---------------- | ----------- |
| Барселона     | 3          | 1        | 1958, 1960, 1966 | 1962        |
| Валенсія      | 2          | 1        | 1962, 1963       | 1964        |
| Лідс          | 2          | 1        | 1968, 1971       | 1967        |
| Реал Сарагоса | 1          | 1        | 1964             | 1966        |
| Ференцварош   | 1          | 1        | 1965             | 1968        |
| Динамо Загреб | 1          | 1        | 1967             | 1963        |
| Рома          | 1          | –        | 1961             | –           |
| Ньюкасл       | 1          | –        | 1969             | –           |
| Арсенал       | 1          | –        | 1970             | –           |
| Бірмінгем     | –          | 2        | –                | 1960, 1961  |
| Ювентус       | –          | 2        | –                | 1965, 1971  |
| Лондон XI     | –          | 1        | –                | 1958        |
| Уйпешт        | –          | 1        | –                | 1969        |
| Андерлехт     | –          | 1        | –                | 1970        |

### Переможці за країною
| Країна    | Переможець | Фіналіст |
| --------- | ---------- | -------- |
| Іспанія   | 6          | 3        |
| Англія    | 4          | 4        |
| Угорщина  | 1          | 2        |
| Італія    | 1          | 2        |
| Югославія | 1          | 1        |
| Бельгія   | –          | 1        |